# Krustenkugelpilzverwandte
Die Krustenkugelpilzverwandten (Hypocreaceae) sind eine Familie innerhalb der Klasse der Sordariomycetes. Die Arten der Krustenkugelpilzverwandten werden üblicherweise an ihrem farbig leuchtenden perithezischen Fruchtkörper erkannt, der typischerweise gelb, orange oder rot ist. Die Familie wurde 1844 von Giuseppe De Notaris vorgeschlagen. Nach dem Dictionary of the Fungi (10. Auflage 2008) umfasst sie 22 Gattungen und 454 Arten.:332

## Merkmale
Die Krustenkugelpilzverwandten bilden meist ein reduziertes Stroma – das Gewebe, in das die eigentlichen Fruchtkörper eingebettet sind – aus. Es ist schildförmig oder fehlt ganz. Die Fruchtkörper, die Perithecien sind dünnwandig mit einer warzenförmigen Öffnung, dem Ostiolum, die manchmal mit Haaren (Periphysen) bedeckt ist. Das Gewebe zwischen den Schläuchen besteht aus dünnwandigen Paraphysen. Die Schläuche selber sind zylindrisch, auch dünnwandig, ausdauernd und mit einem kleinen apikalen Ring, der mit Jod anfärbbar ist oder auch nicht. Die Sporen sind verschieden geförmt, durchscheinend bis blassbraun, sie sind einfach oder horizontal septiert. Sie sind manchmal dickwandig, manchmal auch in einer schleimigen Scheide.

## Verbreitung
Die Krustenkugelpilzverwandten  sind weltweit verbreitet. Sie leben saprob auf pflanzlichem verholztem oder unverholztem Material.

## Taxonomie und Systematik
Die Familie wurde bereits 1844 von Giuseppe De Notaris erstbeschrieben. Die Typus-Gattung ist Hypocrea Fr. (1825).
Anerkannte Gattungen:
- Arachnocrea
- Cladobotryum
- Dialhypocrea
- Escovopsioides
- Escovopsis
- Scheinflechtenpilze (Hypocreopsis)
- Hypomyces
- Lichenobarya
- Mycogone
- Protocrea
- Pseudohypocrea
- Rogersonia
- Sepedonium
- Sibirina
- Sphaerostilbella
- Sporophagomyces
- Trichoderma
- Verticimonosporium

Andere Gattungen sind nur noch Synonyme. So war schon länger klar, dass die Arten der Gattung Podostroma mit ihren gestielten Fruchtkörpern eigentlich zur Gattung Hypocrea gehören. Bei der Gattung Hypocrea war es noch verwirrender, denn die Gattung beinhaltete vor allem die Hauptfruchtformen der Gattung Trichoderma, die dieselben Arten, aber eben die Nebenfruchtformen beschrieben. Daher gab es für viele Arten zwei gültige Namen. Auf dem Kongress des International Code of Botanical Nomenclature (ICBN) in Melbourne 2011 wurde beschlossen, dass seit dem 1. Januar 2013 aber nur noch der Name der Hauptfruchtform für alle Pilze gültig ist, daher wäre der gültige Name eigentlich Hypocrea. Durch die dominante Verwendung des Gattungsnamens Trichoderma wurde aber beschlossen den Namen als Nomen conservandum zu behalten, der gegenüber der teleomorphen Gattung Hypocrea zu bewahren ist. Das bedeutet, dass alle Arten, die sowohl einen Hypocrea- als auch einen Trichoderma-Namen haben, offiziell unter ihren Trichoderma-Namen geführt werden, und dass jede Art, also auch die ehemaligen Podostroma-Arten, und auch solche, die ausschließlich als Hypocrea beschrieben wurde, in die Gattung Trichoderma transferiert wurde.